# Shrewsbury
|  | Per a altres significats, vegeu «Shrewsbury (desambiguació)». |

Shrewsbury (pronunciat /ˈʃruːzbri/ o /ˈʃroʊzbri/) és un municipi del Regne Unit, capital del comtat de Shropshire. Situat a la regió dels West Midlands, però propera al País de Gal·les (en gal·lès es diu Amwythig), s'estén a la vora del Severn.
És la segona ciutat més gran del seu comtat cerimonial, després de Telford. Shrewsbury és una històrica ciutat comercial, del qual el nucli urbà va mantenir el plànol medieval inalterat. Coneguda com «La ciutat de les flors», és la seu d'un dels esdeveniments més antics i importants d'horticultura del país, el Shrewsbury Flower Show, conegut pels seus monitors florals, que han guanyat diversos premis des del començament del segle xxi, inclòs el Britain in Bloom del 2006.

## Localització
Shrewbury està a 14 km de la frontera amb Gal·les. El centre de la ciutat està parcialment construït sobre un turó de 75 d'altitud. El riu més llarg del Regne Unit, el Severn, passa pel mig i forma un meandre al centre. Les crescudes d'aquest riu afecten part de la ciutat. L'afluent, el Rea Brook, abans d'unir-se al Severn passa per la reserva natura anomenada Reabrook Valley Country Park creat el 1994. Aquesta vall destaca per la biodiversitat, en especial les llúdries i les Phragmites. Aquest riu també té crescudes com el Severn.

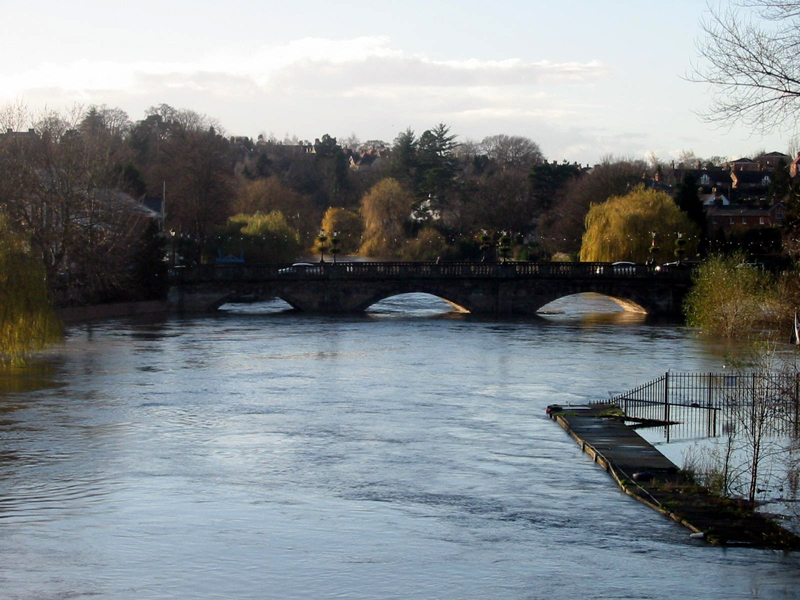
El pont de Gal·les, un dels nou ponts de la ciutat.

Shrewbury és a la zona geogràfica Haughmond Hill, un indret on abunden les roques precàmbriques, potser les més antigues del país. El centre de la ciutat està sobre una extensió de roques del Carbonífer. Hi ha una falla, anomenada Hodnet Fault, que comença aproximadament a la ciutat i va fins a la vila veïna de Market Drayton.

## Història

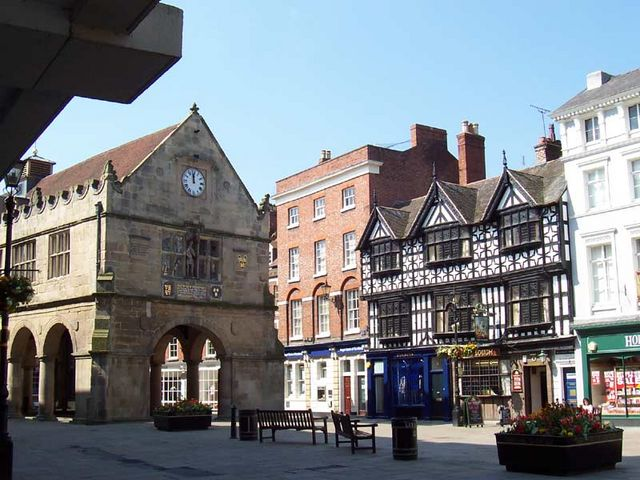
Antic mercat

Va ser la capital del Regne de Powys, coneguda pels antics britans pel nom de Pengwern, que vol dir «el turó del vern». El nom actual deriva de l'anglès antic Scrobbesburh (datiu de Scrobbesbyrig), que es pot traduir com «el fortí de Scrobb» o bé «el fortí dels matolls». Aquest nom va evolucionar en tres direccions: cap a Sciropscire, d'on ve el nom del comtat Shropshire; cap a  Sloppesberie, que va donar Salop/Salopia (una forma alternativa amb què es coneix la ciutat i el comtat); i cap a Schrosberie, l'antecedent més directe de l'actual nom. El nom gal·lès Amwythig vol dir «lloc fortificat».
Al llarg dels anys aquesta situació ha causat que fos l'escenari de molts conflictes, generalment entre gal·lesos i anglesos. Els angles, comandats pel rei Offa de Mèrcia, van prendre possessió de la ciutat el 778. El 2009 es va trobar al territori de Srewsbury una olla que contenia 9.315 monedes de bronze romanes datades del 335 dC, però no hi ha cap traç conegut d'un assentament en època dels romans.

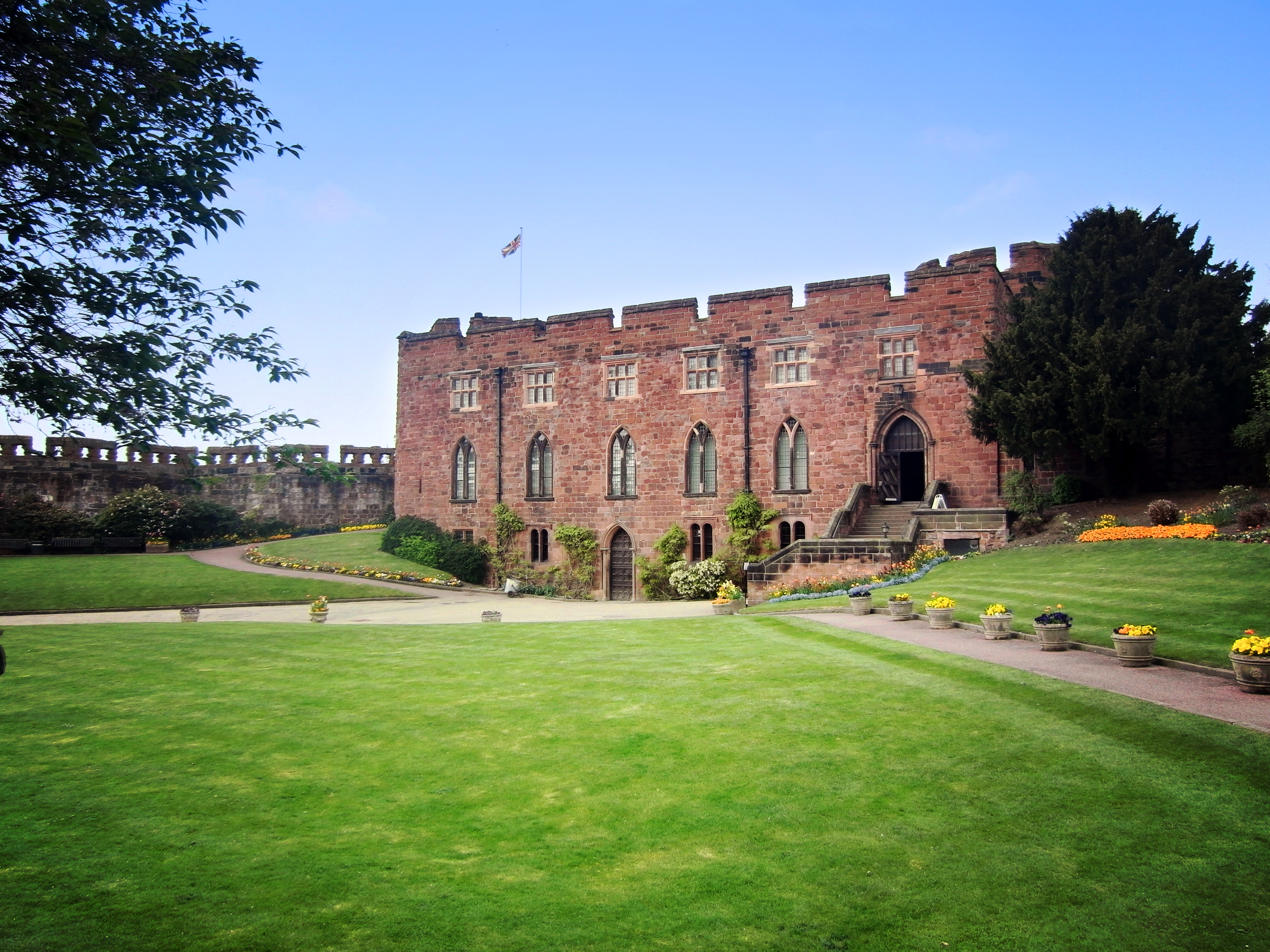
Castell de Srewsbury

La història coneguda de Shrewsbury comença a la primeria del segle ix, quan una població va sorgir a l'entorn d'un turó fortificat amb una palissada. Hi ha indicis per creure que a començament del segle X hi havia una seca. Els gal·lesos van assetjar la ciutat el 1069, però van haver de recular per la defensa que va presentar l'exèrcit de Guillem el Conqueridor. Roger II de Montgommery va ser nomenat comte de Shrewsbury i va rebre la vila com a regal del rei, on va fer-se construir un castell el 1074. Poc després, el 1083 va ordenar la fundació d'un monestir benedictí. El tercer comte, Robert de Bellême, fou deposat el 1102 i el títol va quedar extingit, com a càstig per haver-se unit al duc de Normandia en rebel·lió contra Enric I d'Anglaterra. El 1138, el rei Esteve de Blois va conquerir el castell que estava en possessió de William FitzAlan, partidari de la seva rival Matilde d'Anglaterra.

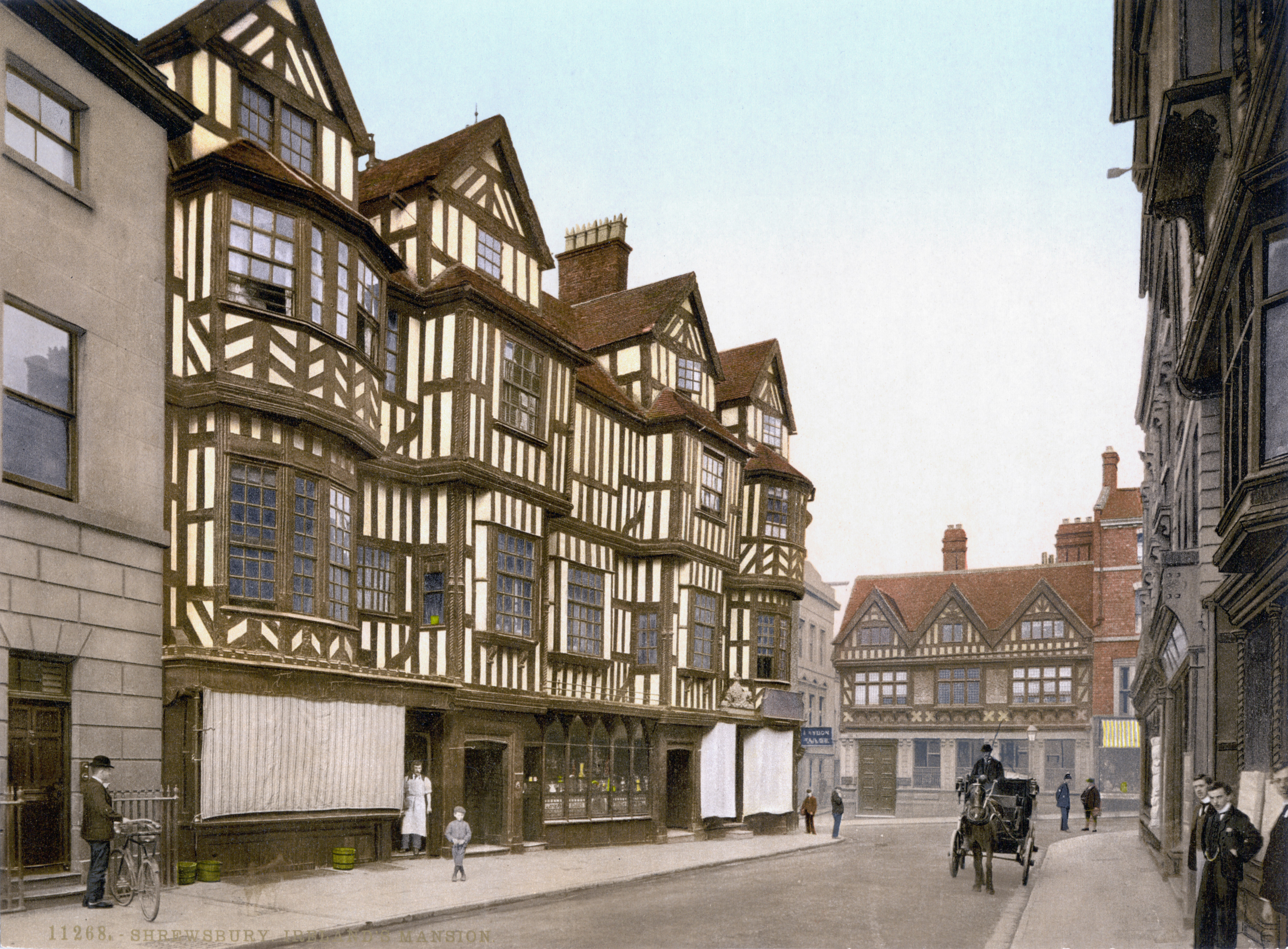
Casa de Robert Ireland, un ric mercader de la llana, construïda el 1596

A l'edat mitjana tardana va començar a adquirir importància gràcies al comerç de la llana, que feia servir el riu Severn com a principal ruta. El gremi dels Shrewsbury Drapers va dominar el negoci de la llana a Gal·les durant força anys.
El juliol del 1403 es va lliurar una batalla a 5 km de Shrewsbury entre l'exèrcit d'Enric IV i Henry Pery, que va acabar amb la victòria reial, un fet que Shakespeare narra en la seva obra Enric IV, part 1.
La ciutat va continuar prosperant i, al segle xvii, Eduard VI va donar permís per construir-hi una escola que més endavant esdevindria la universitat. Durant la guerra civil, Shrewsbury es va posicionar a favor del rei, però un traïdor va permetre el pas a l'exèrcit parlamentari per la porta St Mary's Water (des de llavors anomenada Porta del Traïdor), els quals es van apoderar del govern de la ciutat. La confederació irlandesa va enviar tropes a Anglaterra per donar suport al rei i el 1644 els parlamentaris van emetre una ordenança de no tenir pietat amb els irlandesos. El general dels parlamentaris, Thomas Mytton, encarregat de mantenir l'ordre a Shrewsbury, va fer matar una dotzena d'irlandesos, en aplicació d'aquella ordenança. En resposta, el príncep Robert del Palatinat, general al servei del rei, va fer executar presoners del bàndol contrari a Oswestry.
Al segle xviii hi passaven molts viatgers que camí de Londres cap a Irlanda, i això va propiciar el negoci dels albergs i les cases de postes.
Després de la rendició de Napoleó a Waterloo, el regiment de Shrewsbury va ser enviat a custodiar-lo a l'illa de Santa Helena.
En la Segona Guerra Mundial un bombardeig va matar una dona i els seus dos nets que vivien als afores de la ciutat. El centre de la ciutat va ser estalviat i s'hi conserven molts edificis antics, encara que en la dècada dels anys 1960 es van tombar alguns per fer-ne un aparcament de diverses plantes i per fer pisos adaptats a les comoditats actuals. L'any 2000 el Severn i el Rea Brook es van desbordar i algunes parts de la ciutat van quedar inundades tres vegades en sis setmanes. Després d'això es van construir murs de contenció al barri més proper al Severn, anomenat Frankwell, que van estar acabats el 2003. Els anys 2005 i 2007 el riu va tornar a desbordar però els danys no van ser tan grans i, encara que el centre queda resguardat, la zona d'aparcaments s'inunda cada hivern, cosa que perjudica els botiguers, especialment durant la campanya de Nadal.
De 1962 i 1992 hi va haver-hi un búnquer nuclear, construït pel núm. 16 del cos militar Royal Observer de Shrewsbury. 120 voluntaris en feien el manteniment i informaven la població com havien de reaccionar en sentir una alarma de quatre minuts de durada. Entre el 1991 i el 1995 aquest cos militar es va desmantellar, però encara queda el búnquer.

## Organització i govern

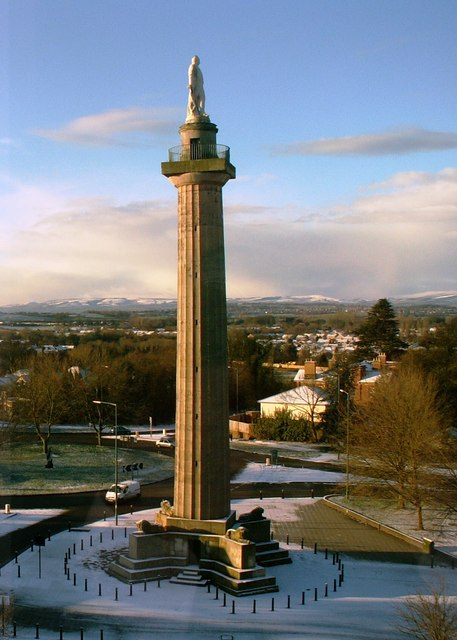
Columna de lord Hill.

Shrewsbury tenia la categoria administrativa de borough des de la carta de privilegis que va concedir el rei Enric I. Reis posteriors van confirmar i ampliar aquests privilegis. El 1974 la reina Elisabet II va confirmar la creació del Borough de Shrewsbury i Atcham, situació que s'havia de mantenir fins al 2009, però un any abans va començar una reforma administrativa. Aquesta ciutat no havia estat mai una parròquia, però es va crear el 13 de maig del 2008 i és la segona parròquia més poblada de tota Anglaterra (la primera és Weston-super-Mare), amb uns 72.000 habitants i 3.799 hectàrees. El municipi o parròquia es divideix en disset barris o wards. Amb la creació d'aquesta parròquia va quedar anul·lat l'anterior Borough de Shrewsbury i Atcham. El govern del municipi no té un ajuntament sinó una autoritat unitària que administra, a més, la major part del comtat de Shropshire llevat del Borough de Telford i Wreki.
Shrewsbury és també la ciutat més gran del districte electoral Shrewsbury i Atcham. Benjamin Disraeli, primer ministre del segle xix va ser representant d'aquest districte.

## Demografia

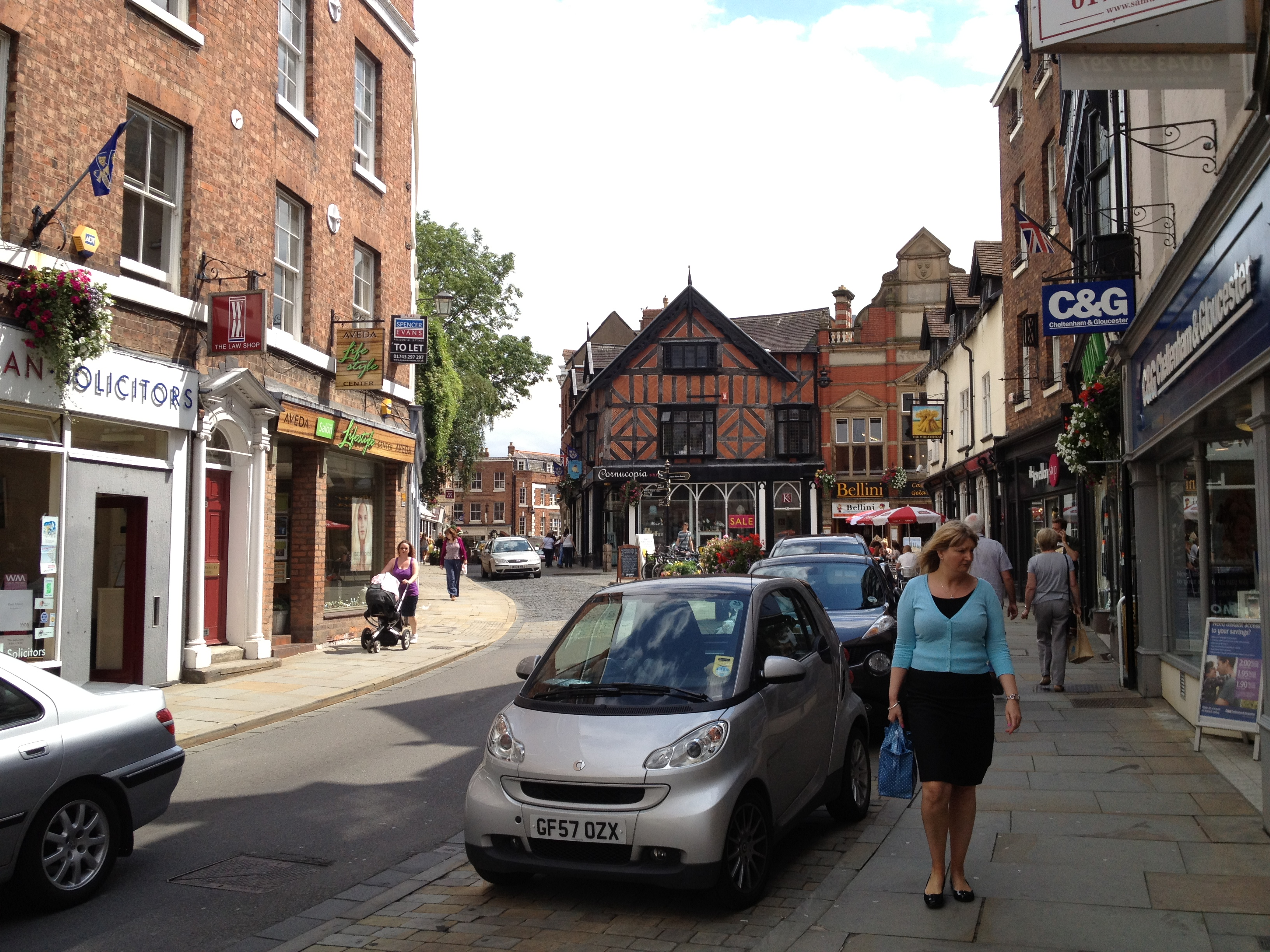
Carrer major

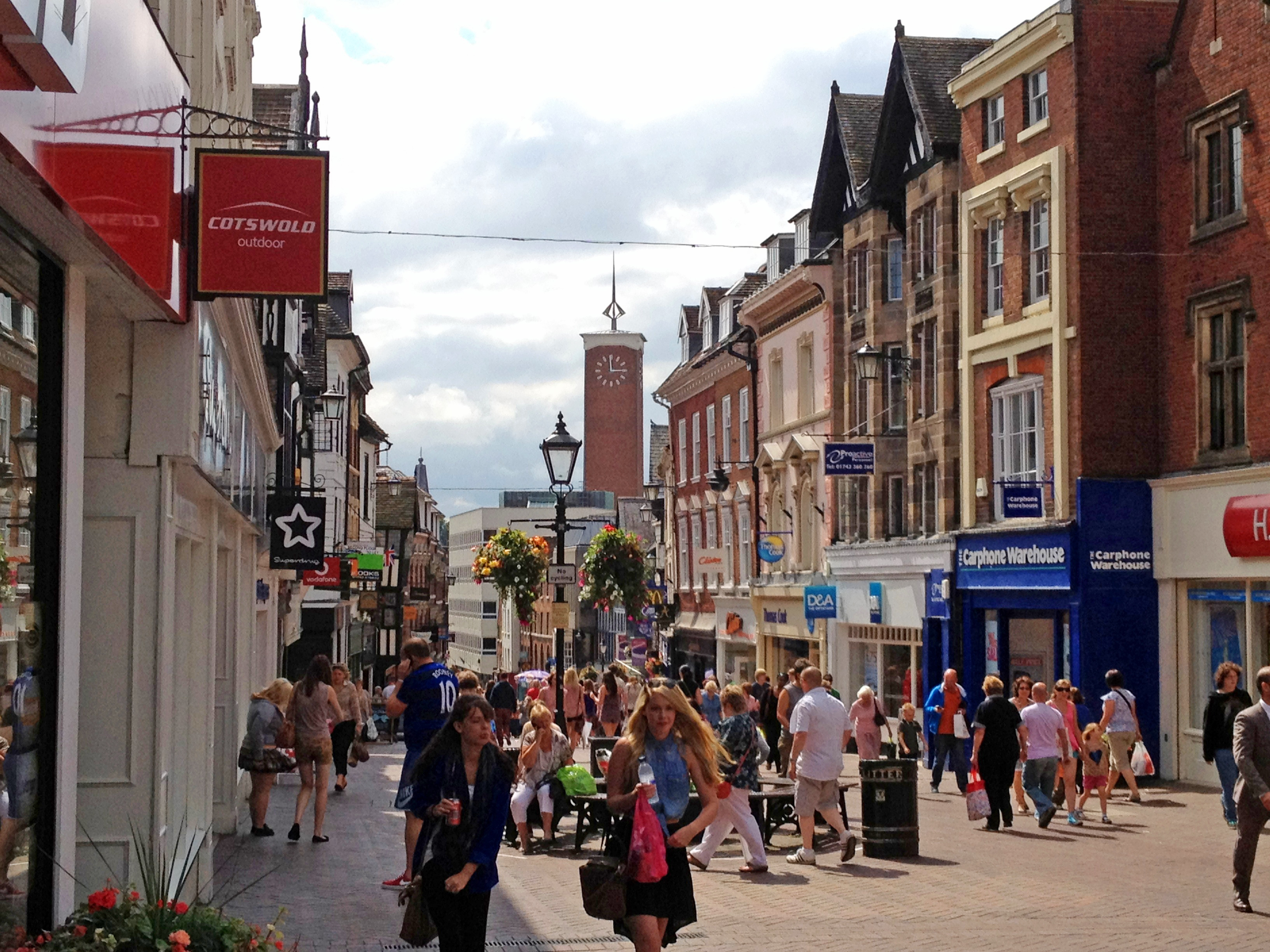
Carrer Pridehill

En el cens del 2001 tenia 67.126, habitants, mentre que la població del Borough de Shrewsbury i Atcham (actualment abolit) en tenien 95.850. Segons aquest mateix cens la composició ètnica era majoritàriament blanca (98,5%), amb un grup d'ètnia mixta (0,5%), més un petit grup d'indis, paquistanesos i bangladesins (0,4%), uns pocs d'origen asiàtic (0,1%) i una altra minoria negra (0,1%).

En el cens del 2011, el municipi de Shrewsbury tenia 71.715 habitants. Evolució:

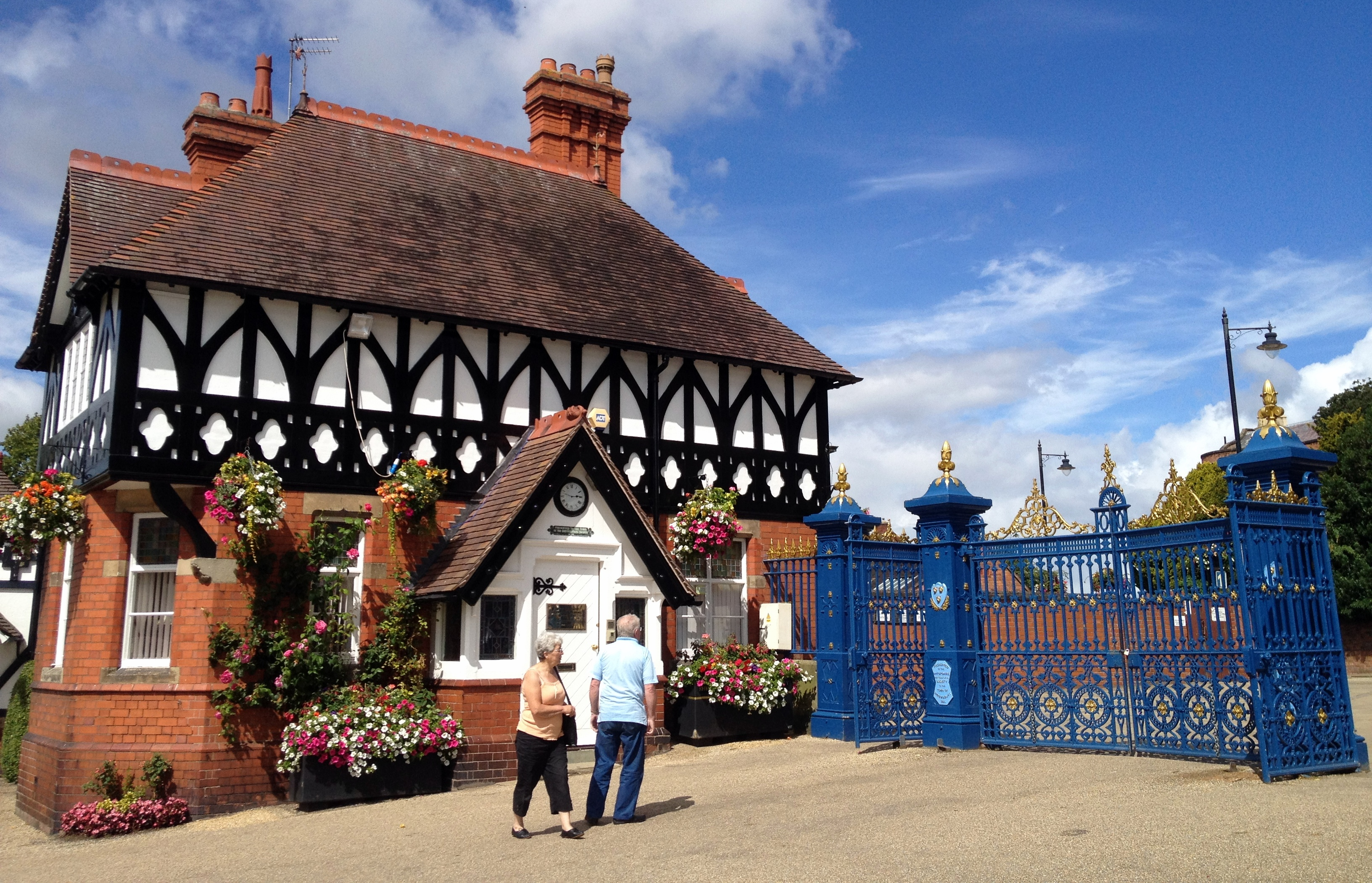
Edifici de la Societat Horticultural

| any  | habitants | creixement |
| ---- | --------- | ---------- |
| 1801 | 31.280    |            |
| 1811 | 34.158    | (+0,88%)   |
| 1821 | 38.263    | (+1,14%)   |
| 1831 | 40.480    | (+0,56%)   |
| 1841 | 41.858    | (+0,34%)   |
| 1851 | 43.818    | (+0,46%)   |
| 1861 | 46.261    | (+0,54%)   |
| 1871 | 48.704    | (+0,52%)   |
| 1881 | 51.146    | (+0,49%)   |
| 1891 | 50.678    | (−0,09%)   |
| 1901 | 52.181    | (+0,29%)   |
| 1911 | 53.729    | (+0,29%)   |
| 1921 | 55.481    | (+0,32%)   |
| 1931 | 57.290    | (+0,32%)   |
| 1941 | 62.398    | (+0,86%)   |
| 1951 | 67.965    | (+0,86%)   |
| 1961 | 74.831    | (+0,97%)   |
| 1971 | 82.392    | (+0,97%)   |
| 1981 | 85.136    | (+0,33%)   |
| 1991 | 92.347    | (+0,82%)   |
| 2001 | 95.896    | (+0,38%)   |
| 2011 | 102.328   | (+0,65%)   |

## Economia

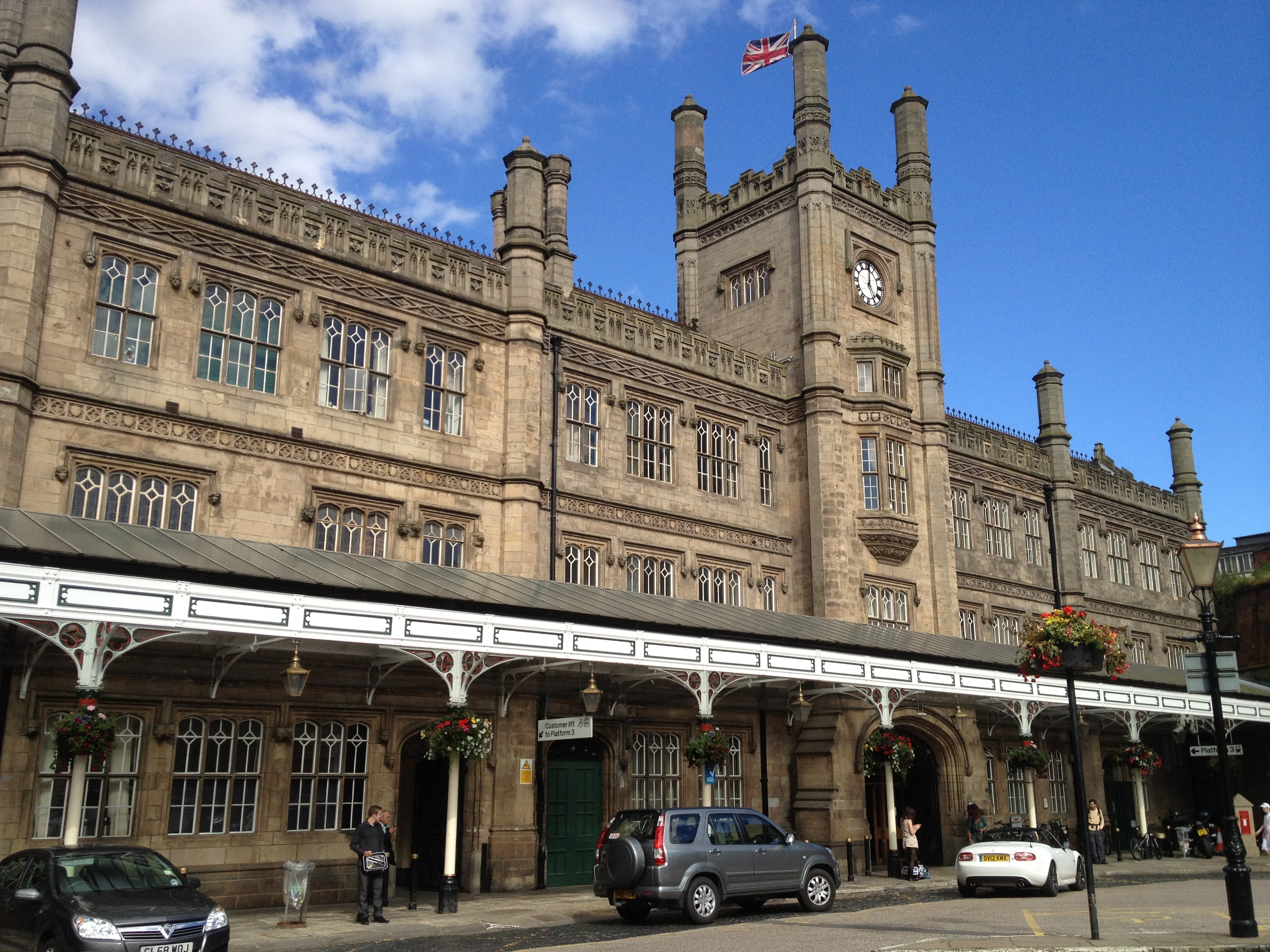
Estació de ferrocarril, d'estil Tudor.

Avui, a 14 km de la frontera gal·lesa, Shrewsbury serveix de centre comercial i cultural per al comtat cerimonial i gran part de Gal·les Central, amb una producció equivalent a uns 299 milions de lliures a l'any. La major part dels llocs de treball pertanyen al sector de serveis, en primer lloc l'administració, en segon la distribució i transport de mercaderies i en tercer el comerç. Les carreteres principals que passen per la ciutat són A5 i A49, també està comunicada mitjançant diverses línies de ferrocarril.
Shrewsbury va guanyar el premi a la capital dels negocis dels West Midlands l'any 2004. A la ciutat hi ha dos polígons industrials en expansió: Shrewsbury Business Park a la vora de l'A5 al sud-est, i Battlefield Enterprise Park al nord. La construcció és un sector important, hi ha zones d'habitatges planificades per acollir l'augment demogràfic natural més els que venen a viure procedents de Telford (23 km), Wolverhampton (51 km) i Birmingham (69 km).
El sector del turisme —segons l'estudi del 2001 quan encara formava part de la unió Shrewsbury i Atcham— generava 115 milions de lliures i tenia unes 2.500 llocs de treball directes més 3.400 indirectes. Es van comptar 3,1 milions de turistes, amb un 88% visitants de dia i un 12% visitants d'estada i el 42% dels que feien més despesa a la ciutat eren visitants d'estada.
A diferència d'altres ciutats angleses no té indústria pesant i el producte de fabricació local més important és la cervesa que es va fer famosa quan al segle xv va ser lloada pel poeta Iolo Groch, quan s'estaven al palau d'Owain ap Gruffydd.

## Clima

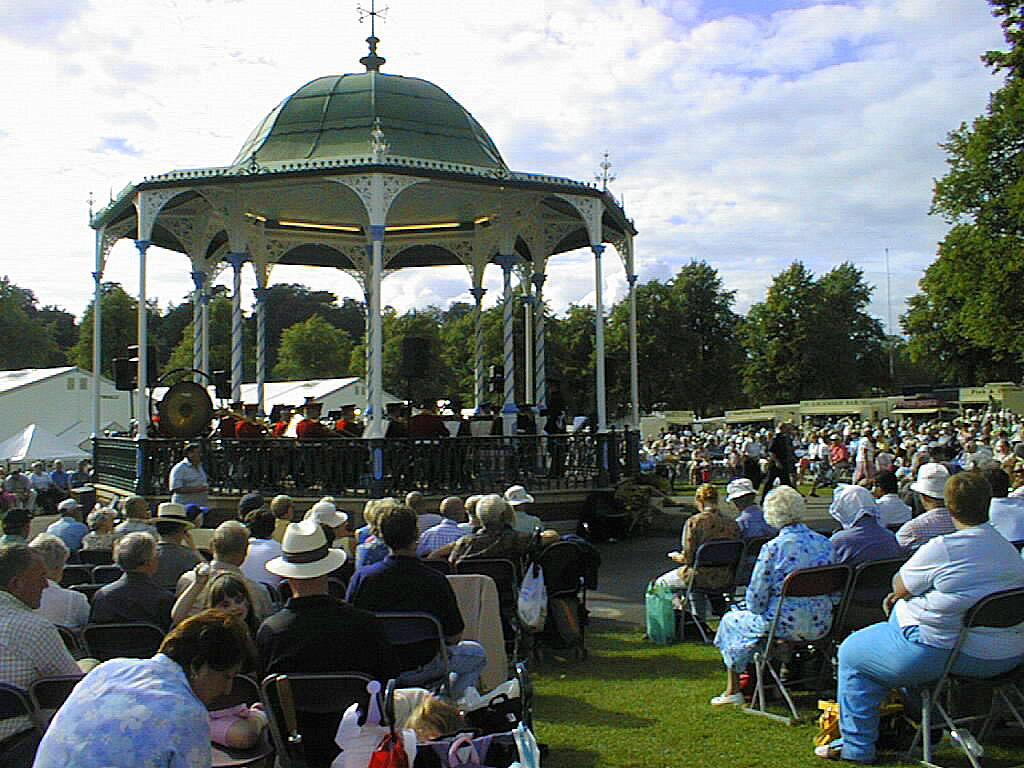
Un dia no gaire núvol al parc de Shrewsbury.

Té un clima moderat. La mitjana de pluges va de 76 a 100 cm, que rep la influència de les Muntanyes Cambrianes, les quals aturen en part les masses d'aire calent i humit procedents de l'Atlàntic, i el resultat són precipitacions suaus a final de primavera i a la tardor. L'estació meteorològica més propera està a Shawbury, a uns 10,5 km al nord del centre ciutat. La topografia local, consistent en una plana baixa envoltada d'un pujol a l'oest, sud i est fa que Shrewsbury tingui un microclima dins la contrada. La temperatura màxima enregistrada va ser 34.9 °C i la mínima −25.2 °C, que són l'interval més gran experimentat en cap altra estació de les Illes Britàniques, tot i que la màxima tendeix a ser més elevada a tot el sud-est del país.
Al llarg de l'any la temperatura més alta acostuma a marcar 28.4 °C, i generalment hi ha 8,9 dies de 25.1 °C o més. La màxima absoluta de 34.9 °C es va enregistrar l'agost del 1990.
La nit més freda acostuma a marcar −9.6 °C i hi ha un total de 61,7 dies de gelada a l'any. La temperatura mínima de −25.2 °C es va enregistrar el 1981.

## Agermanaments
Srewsbury té relacions d'agermanament amb:
- Zutphen (Països Baixos), en memòria de Philip Sidney, alumne de l'escola de Shrewsbury que va morir allà el 1586. L'alcalde de Shrewsbury, Harry Steward, després de la segona guerra mundial va fer una campanya per ajudar a reconstruir la ciutat de Zutphen.[28]

## Llocs d'interès

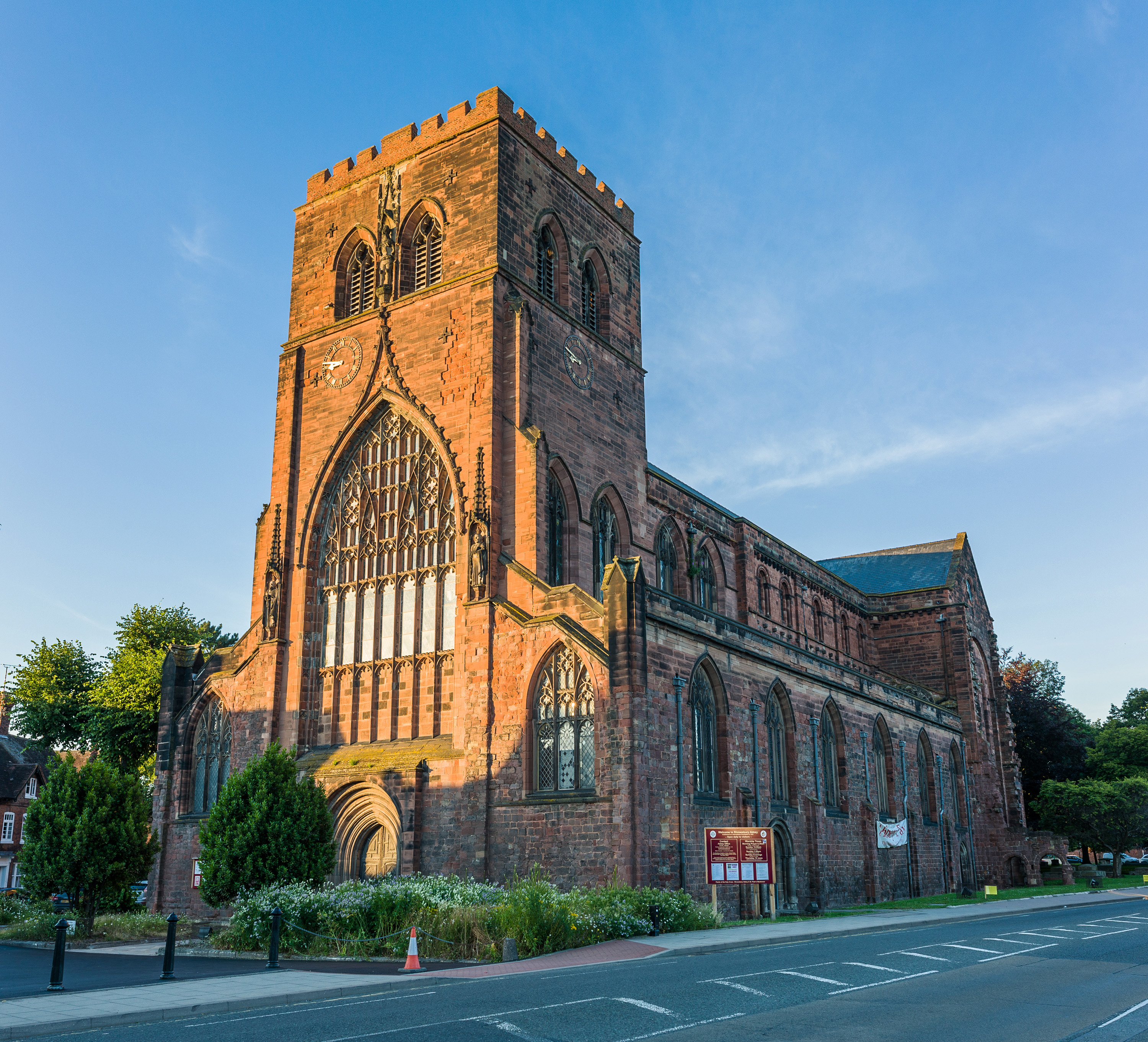
Església de l'antiga abadia.

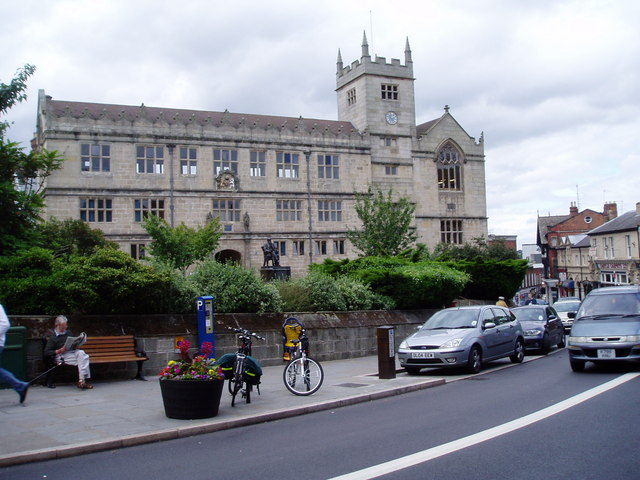
Biblioteca

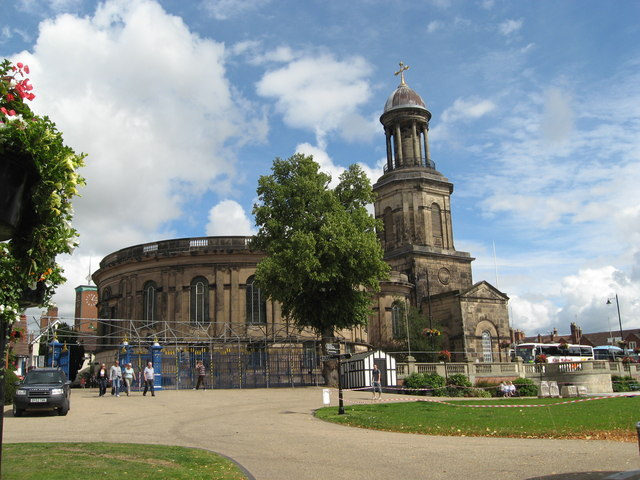
L'església de St Chad davant del Quary Park.

A la ciutat destaquen uns 660 edificis llistats com a patrimoni històric (English Heritage), dels segles xv i xvi, incloent-hi exemples d'edificis amb entramat de fusta del segle xviii.
- El castell de Shrewsbury, construït amb un tipus d'arenisca vermella, el 1074.
- L'església de l'abadia, un antic monestir benedictí fundat el 1083 pel comte de Shrewsbury Roger de Montgomerie.
- La biblioteca pública, que té dues estàtues a l'entrada amb les inscripcions dels personatges grecs Philomathes i Polymathes, que representen l'amor per l'aprenentatge i la diversitat i quantitat d'aprenentatges.
- El parc anomenat The Quarry, de 120.000 m² situat al centre on es fa la fira d'horticultura.
- Tres museus: Shrewsbury Museum & Art Gallery, el Shrewsbury Castle (amb una secció dedicada al regiment de Shropshire) i el Coleham Pumping Station.[29]
- La Ditherington Flax Mill, una antiga fàbrica de teixit de lli, anomenada «l'àvia dels gratacels» per ser el primer edifici construït amb entramat de ferro, el 1796.
- La columna de lord Hill, la més gran d'estil dòric de tot el món.[30]
- L'església ortodoxa, que antigament era de culte anglicà.
- La catedral, de culte catòlic.
- L'església de Saint Chad, del 1792.
- L'església de Saint Alkmond que, segons la llegenda la va malmetre el dimoni l'any 1553 i, un treballador que anava begut es van enfilar a la torre quatre vegades l'any 1621.

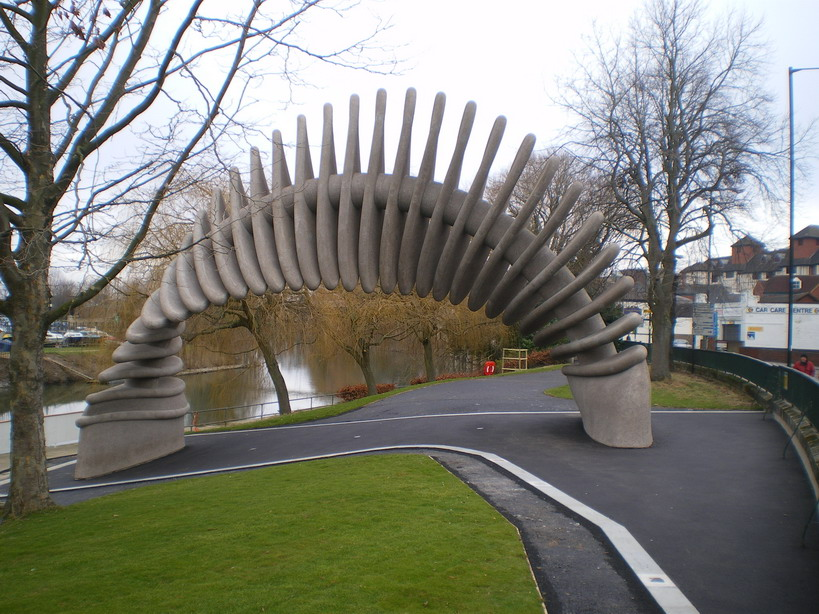
El Quantum Leap («salt quàntic»), dedicat a Charles Darwin.

## Fills il·lustres
- Henry Hiles (1826-1904), escriptor, compositor musical i organista.
- Charles Darwin (1809 – 1882), naturalista